# Drosophila neoimmigrans
Drosophila neoimmigrans este o specie de muște din genul Drosophila, familia Drosophilidae, descrisă de Gai și Krishnamurthy în anul 1982. Conform Catalogue of Life specia Drosophila neoimmigrans nu are subspecii cunoscute.